# Уїл
Уї́л (каз. Ойыл) — село, центр Уїльського району Актюбінської області Казахстану. Адміністративний центр Уїльського сільського округу.
Населення — 6355 осіб (2021; 5340 у 2009, 5591 у 1999, 5787 у 1989).

## Відомі особистості
В поселенні народився:
- Онопрієнко Микола Миколайович (1911—1979) — радянський офіцер, учасник німецько-радянської війни.